# Jan Durnez
Jan Rik Dirk Durnez (Roeselare, 6 juni 1953) is een Belgisch CD&V-politicus. Hij was burgemeester van de West-Vlaamse stad Ieper van 2013 tot 2018.

## Levensloop
Aan de Katholieke Universiteit Leuven behaalde Jan Durnez in 1976 de graad van licentiaat in de pedagogische wetenschappen en in 1979 de graad van geaggregeerde in het hoger secundair onderwijs. Van 1975 tot 1979 werkte hij als permanent verantwoordelijke voor de stedelijke jeugddienst in Ieper en van 1979 tot 1980 als pedagoog voor de Vrije Normaalscholen in Brugge en als docent aan het Pedagogisch Hoger Onderwijs in Brugge. Nadien werkte hij van 1980 tot 1991 als kabinetsmedewerker voor verscheidene CVP-ministers: van 1980 tot 1981 als kabinetsmedewerker van minister van Landbouw Albert Lavens, van 1981 tot 1991 als perschef en opdrachthouder begroting op het kabinet van federaal en nadien Vlaams minister van Onderwijs Daniël Coens en in 1988 als adviseur voor Vlaams minister van Huisvesting Paul Breyne. In 1991 werkte hij als opdrachthouder en directeur bij de Vlaamse Onderwijsraad (VLOR).
In oktober 1982 werd Durnez voor de CVP verkozen tot gemeenteraadslid van Ieper en van januari 1983 tot november 1991 was hij schepen van de stad. Daarnaast werd hij in oktober 1985 verkozen tot provincieraadslid van West-Vlaanderen. In november 1991 nam Durnez ontslag uit zijn gemeentelijke mandaten in Ieper om gedeputeerde van West-Vlaanderen te worden, een functie die hij behield tot in juli 2009. Als gedeputeerde was hij onder andere bevoegd voor ruimtelijke ordening, milieu, natuur, jeugd, sport, recreatie en bestuurlijke organisatie. 
In 2009 nam Durnez ontslag als gedeputeerde en provincieraadslid, toen hij na de rechtstreekse Vlaamse verkiezingen van 7 juni 2009 midden juli 2009 voor de kieskring West-Vlaanderen in het Vlaams Parlement terechtkwam als opvolger van Yves Leterme, die aan zijn mandaat verzaakte. Enkele dagen later werd hij door het Vlaams Parlement tevens aangewezen als gemeenschapssenator in de Senaat, een mandaat dat hij uitoefende tot eind 2012. Ook na de volgende  Vlaamse verkiezingen van 25 mei 2014 werd hij eind juli 2014 opnieuw Vlaams volksvertegenwoordiger als opvolger van Vlaams minister Hilde Crevits. Bij de verkiezingen van mei 2019 was hij geen kandidaat meer. Tijdens zijn parlementaire loopbaan was Durnez van 2009 tot 2012 secretaris en van 2012 tot 2014 ondervoorzitter van de commissie Bestuurszaken, Binnenlands Bestuur, Inburgering en Toerisme en van 2014 tot 2018 vast lid en van 2018 tot 2019 voorzitter van de commissie Onderwijs.
Durnez werd in oktober 2012 weer verkozen in de gemeenteraad van Ieper. Op 1 januari 2013 werd Durnez burgemeester van de stad, nadat de CD&V en in kartel met N-VA 21 van de 33 zetels behaalde. Hij nam ontslag als gemeenschapssenator, maar bleef zetelen in het Vlaams Parlement. Aanvankelijk was het de bedoeling dat hij na de helft van de legislatuur zijn ambt ging doorgeven aan Yves Leterme, toen deze zijn toenmalige job als adjunct-secretaris-generaal van de OESO zou verlaten. Inmiddels werkte Yves Leterme voor IDEA en gaf hij in 2015 aan dat deze job niet verenigbaar was met het burgemeesterschap in Ieper. Zo werd beslist dat Jan Durnez de volledige legislatuur aanbleef tot eind 2018. Na de gemeenteraadsverkiezingen van oktober 2018 maakte hij als gemeenteraadslid plaats voor zijn dochter Miet Durnez.
Hij is of was tevens:
- ondervoorzitter (2001-2004), voorzitter (2004-2007) en ondervoorzitter (2007-2009) van de Vereniging van de Vlaamse Provincies,
- voorzitter (2007-2024) en plaatsvervangend voorzitter (2024-heden) van de Hogeschool West-Vlaanderen,
- bestuurder van het Vlaams-Europees Verbindingsagentschap (2007-2010),
- voorzitter van EGTS West-Vlaanderen-Flandre-Dunkerque-Côte d'Opale (van 2009 tot 2021)
- lid van het Europees Comité van de Regio's (2015-2020),
- voorzitter van de intercommunale WIVO en ondervoorzitter van de intercommunale WVI,
- voorzitter van de vzw RESOC Westhoek, het Erkend Regionaal Samenwerkingsverband West-Vlaanderen en het Regionaal Landschap West-Vlaamse Heuvels,
- ondervoorzitter van het West-Vlaams Economisch Studiebureau,
- penningmeester van de Associatie Universiteit Gent,
- bestuurder van het Jan Yperman Ziekenhuis,
- voorzitter van de 100 km van Ieper,
- voorzitter van het West-Vlaamse Hart Roeselare,
- bestuurder van de vzw MyMachine,
- bestuurder van Unitas West-Vlaanderen.

Sinds 8 april 2006 is hij ook officier in de Belgische Leopoldsorde. Per juni 2019 commandeur. Op 8 juli 2014 werd hij officier in La Légion d’Honneur bij besluit van de toenmalige Franse president Hollande.